# Жар-Башы (Кара-Сууский район)
Жар-Башы (кирг. Жар-Башы) — село в Кара-Сууском районе Ошской области Кыргызстана. Входит в состав Папанского айылного аймака.

## География
Село расположено в северо-западной части области, на левом берегу реки Ак-Буура, на расстоянии приблизительно 43 километров (по прямой) к юго-юго-востоку от города Кара-Суу, административного центра района.

## История
Населённый пункт получил статус села 28 июля 2015 года.

## Население
Согласно оценочным данным Национального статистического комитета Кыргызской Республики, численность населения села на начало 2023 года составляла 1968 человек.
| год     | 2020 | 2021 | 2023 |
| ------- | ---- | ---- | ---- |
| человек | 1904 | 1921 | 1968 |